# Sem Nijveen
Samuel (Sem) Nijveen (Groningen, 24 september 1912 - Hilversum, 21 april 1995), geboren als Samuel Mozes, was een Nederlands jazztrompettist en jazzviolist.
Nijveen, van Joodse komaf, was de zoon van paardenslager Mozes Mozes (zich ook noemende Mozes Mozes Nijveen) en Jozephina Meijer. Hijzelf is, na een eerste huwelijk, in 1962 getrouwd met actrice Marianne Rector.
Zijn muziekopleiding wees richting klassieke muziek met onderricht aan de Groningse muziekschool en verder door de violisten Nap de Klijn, Oskar Back en Harry Wiggelaar. Hij was na zijn opleiding enige tijd violist binnen de Groninger Orkestvereeniging, waar ook Benny Behr speelde.
Daarna wendde hij zich tot de lichte muziek en trad als (solo-)trompettist/violist toe tot The Ramblers. Zijn streven was een brug te slaan tussen klassieke muziek en jazz. Hij nam tevens zitting in een koperkwartet met medemusici Jack Bulterman, George van Helvoirt en Marcel Thielemans. Tijdens de Tweede Wereldoorlog moest hij de band verlaten, omdat hij Joods was, maar Theo Uden Masman betaalde zijn salaris door en liet zijn stoel leeg. Tijdens zijn onderduikperiode perfectioneerde hij zijn vioolspel, het trompetspel verminderde, dat was te luid om te oefenen. Na de oorlog keerde hij bij The Ramblers terug.
In 1945 vroeg dirigent Dolf van der Linden hem en Behr voor het toen opgerichte Metropole Orkest, waarmee hij ook als solist optrad. Daar zou hij dertig jaar lang samen met Behr concertmeester zijn, zij traden ook als duo op onder de naam Behr Brothers. In 1952 maakte hij een concertreis door de Verenigde Staten In 1959 vormde hij op aandringen van Tom Manders een komisch vioolduo met Benny Behr, dat internationale roem verwierf met komische muzikale acts.
Bekend is zijn uitvoering van de jazzstandard Out of nowhere. Ook speelde hij mee op het songfestivalwinnende nummer Net als toen van Corry Brokken in 1957. Van hem zijn ook enkele composities bekend.

## Albums
- Sem Session
- Sem Nijveen Quartet (1953/1954)

- International Standard Name Identifier: 0000 0001 3094 3550
- Nederlandse Thesaurus van Auteursnamen: 308013840
- Virtual International Authority File: 283207763
- WorldCat: E39PBJjMCHGfkMgGhWc4cHcF8C